# Kim Jisoo
Kim Jisoo MBE (koreanska: 김지수), född 3 januari 1995 i Gunpo, är en sydkoreansk sångare och skådespelare. Hon är medlem i den sydkoreanska gruppen Blackpink.

## Karriär

### 2016-nutid: Karriär med Blackpink
Den åttonde augusti 2016 debuterade Kim i gruppen BLACKPINK, tillsammans med Jennie, Rosé och Lisa. Under åren har de släppt två EP:s och två album. Senaste singeln ”JUMP” nådde nummer ett på Global Billboard 200. Under pandemin höll de en virtuell konsert och utöver det har de även utfört två världsturnéer, samt startade deras tredje världsturné den femte juli 2025, som kommer avslutas den tjugofjärde januari 2026.
2017-2018 var Jisoo programledare för musikprogrammet Inkigayo. Hon ledde programmet tillsammans med Jinyoung från Got7 och Doyoung från NCT.
2020 var Jisoo en av låtskrivarna för BLACKPINKs tredje singel ”Lovesick Girls”, från deras första album ”The Album”.
2021 spelade Jisoo huvudrollen i serien ”Snowdrop”. Serien blev rankad nummer ett på Disney+ i fyra utav fem land som den var tillgänglig i. På Seoul International Drama Awards 2022 vann Jisoo priset ”Outstanding Korean Actress” för hennes roll i Snowdrop.
2022 var Jisoo en av låtskrivarna till BLACKPINKs låt ”Yeah Yeah Yeah” från deras andra album ”Born Pink”.
Den trettioförsta mars 2023 gjorde Jisoo sin debut som soloartist med singel albumet ”Me”. Singeln ”Flower” uppträdde hon bland annat med när BLACKPINK var headline på musikfestivalen Coachella 2023.
I februari 2024 skapade Jisoo sitt eget skivbolag Blissoo. Genom Blissoo släppte hon hennes första EP ”Amortage” den fjortonde februari 2025.